# Luigi Chierchia
Luigi Chierchia – włoski matematyk, od 2002 profesor na Università degli Studi Roma Tre. Bada nieliniowe równania różniczkowe i układy dynamiczne, w szczególności hamiltonowskie.

## Życiorys
W 1981 ukończył studia na Uniwersytecie Rzymskim „La Sapienza”. Pod odbyciu rocznej służby wojskowej wyjechał na New York University, gdzie w 1985 lub 1986 uzyskał stopień doktora (jego promotorem był Henry P. McKean, Jr.). Od 2002 jest profesorem na Università degli Studi Roma Tre. 
Swoje prace publikował m.in. w „Communications in Mathematical Physics”, „Celestial Mechanics and Dynamical Astronomy”, „Archive for Rational Mechanics and Analysis”, „Duke Mathematical Journal” i „Inventiones Mathematicae". 
W 2014 roku wygłosił wykład sekcyjny na Międzynarodowym Kongresie Matematyków w Seulu, a w 2019 na konferencji Dynamics, Equations and Applications (DEA 2019). 
Wypromował kilkoro doktorów, w tym Gabriellę Pinzari.